# 保良局總理聯誼會第一小學
保良局總理聯誼會第一小學（英語：Po Leung Kuk Committee Fellowship Association No. 1 Primary School），又稱保良局第一小學、保良第一小學、保良局一小或保聯第一小學（1965年 - 2004年8月31日），是昔日柴灣區的一所政府資助小學，由香港保良局於1965年創立，以半日制模式辦學，其後轉辦全日制，但在1999年，前香港教育署以收生不足為理由對學校下了殺校令，使學校逐漸縮班，最終學校於2004年停辦，學校辦學39年。

## 歷史
學校在1965年創校初期在柴灣新廈街、與舊柴灣邨13座相連的原有校舍辦學。其後在1999年，香港政府宣佈清拆柴灣邨13座連同新廈街原有校舍，而當時又被前香港教育署以收生不足為理由對學校下了殺校令，使學校逐漸縮班之下，被迫在1999年8月搬遷到柴灣華廈街9號校舍與當時還未結校的勵志會馮瑞璋紀念小學共用同一校舍和繼續辦學，其間，當時剛剛在柴灣創校的中華傳道會劉永生中學由於校舍還沒建成，曾借用華廈街9號校舍直到1999年10月。2000年，勵志會馮瑞璋紀念小學停辦，之後，保良局總理聯誼會第一小學全面使用華廈街9號校舍渡過學校最後4年的時光。
由於保良局總理聯誼會第一小學在柴灣已有39年歷史，當時很多家長及學生也對學校停辦感到惋惜，並曾發起「一人一信」運動向前香港教育署表明心跡。可是，一封封表露真摯感情，甚至是以淚寫成的信亦未能動搖前香港教育署一意孤行的決定。最終學校於2004年舉行最後一屆畢業典禮後停辦，老師們被獲派到其它保良局的附屬學校去，而保良局總理聯誼會第一小學亦已成為柴灣區的歷史。
2004年7月，保良局總理聯誼會第一小學舉行最後一屆畢業典禮。
2004年8月31日，保良局總理聯誼會第一小學正式停辦。
之後，筲箕灣崇真學校重建借用作臨時校舍之用。
2008年，該校舍經過一輪翻新後，救世軍韋理夫人紀念學校下午校由於要轉辦全日制而搬遷到該校舍，並更名救世軍中原慈善基金學校，於2008年9月1日起開課。

## 歷任校長
上午校
- 馮健建 先生（1965 - ？，創校校長，首半年兼轄下午校）[1]
- 陳玉輝 先生（？-1993）
- 吳潔英 女士（1994-？）

下午校
- 馮健建 先生（1965，創校校長）
- 趙德仁 先生（1966 - 1967；後調任同系丁未小學上午校創校校長）[1]

全日制
- 盧麗霞 女士（? - 2004）

## 歷任校監
- 李張慧美女士（? - 2000）
- 胡偉民先生（? - 2002）
- 李劉慧珠女士（? - 2004 ）

## 著名/傑出校友
- 梁榮忠：前無綫電視演員、主持，現任香港電台電視節目主持

## 外部連結
- 保良局總理聯誼會第一小學校網（互聯網檔案館）
- Y28 Kids - 保良局總理聯誼會第一小學 （页面存档备份，存于）
- 小學概覽2000/01 - 保良局總理聯誼會第一小學（互聯網檔案館）
- 小學概覽2001/02 - 保良局總理聯誼會第一小學（互聯網檔案館）
- 小學概覽2002/03 - 保良局總理聯誼會第一小學（互聯網檔案館）
- 中華傳道會劉永生中學 - 創校歷史（包括保良局總理聯誼會第一小學的資料） （页面存档备份，存于）
- 保良局校歌  （页面存档备份，存于）

1. 1 2  . 保良局. 1978: 158.